# Álvaro Fonseca
Álvaro Fonseca (Porto Alegre, 22 de maio de c. 1880 – Porto Alegre, 19 de abril de 1931) foi um ator e comediante brasileiro. Foi um dos mais conhecidos atores do Brasil na década de 1910 e 1920, tendo protagonizado várias peças teatrais e filmes, principalmente do cineasta Luiz de Barros, tais como Ubirajara, O Cavaleiro Negro e Coração de Gaúcho. Era casado com a também atriz Cândida Leal.

## Biografia
Álvaro Fonseca nasceu em Porto Alegre por volta de 1880. Durante muitos anos, foi figura de destaque nos teatros do Rio de Janeiro, tendo feito parte do elenco da Companhia São José durante anos.
Já bem conhecido nos teatros, logo estreou nas telas do cinema. Sua primeira participação em uma produção cinematográfica foi em 1917, com o filme Amor de Perdição de José Viana, filme esse baseado em um romance homônimo de Camilo Castelo Branco. No mesmo ano participa de A Quadrilha do Esqueleto, de Vasco Lima. 
Em janeiro de 1918, casa-se com Cândida Leal, atriz que também participava da Companhia São José. O acontecimento foi bastante noticiado pelos jornais. Em 1919 participa de dois filmes de Luiz de Barros, Alma Sertaneja e Ubirajara, tendo feito o personagem titular no primeiro. Atua ainda em Aventuras de Gregório, Coração de Gaúcho e O Cavaleiro Negro, todos também de Barros.
Abre sua própria companhia em dezembro de 1927, tendo sua estreia no Teatro Palácio com a peça cômica de Côrrea Vanella Casado Sem Ter Mulher. A recepção foi boa, com o jornal Diário da Tarde dizendo: "O desempenho dado pela companhia foi bom, salientando-se o trabalho de Álvaro Fonseca, que compôs com perfeição o seu papel".
Fonseca ficou gravemente doente em 1931, vindo a falecer em 19 de abril de 1931, em Porto Alegre, cidade onde nasceu.

## Filmografia
| Ano  | Título                   | Personagem        |
| ---- | ------------------------ | ----------------- |
| 1917 | Amor de Perdição         | Simão Botelho     |
| 1917 | A Quadrilha do Esqueleto | —                 |
| 1919 | Alma Sertaneja           | Artur             |
| 1919 | Ubirajara                | Ubirajara         |
| 1920 | Aventuras de Gregório    | —                 |
| 1920 | Coração de Gaúcho        | O Gaúcho          |
| 1923 | O Cavaleiro Negro        | Álvaro, o mocinho |